# Sonda vesical
Sonda vesical ou cateter urinário é um tubo de látex, poliuretano ou silicone inserido na uretra até a bexiga para coletar urina para exames ou para injetar substâncias no tratamento de uma cistite(bexiga inflamada). Geralmente o cateterismo é feito por um enfermeiro ou técnico de enfermagem, mas com as instruções adequadas é possível o auto-cateterismo.

## Tipos
Existem vários tipos de cateter urinário:
- Cateter Foley ou Sonda permanente: É mantido no lugar por um balão inflado com água. É indicado para condições que afeta os nervos que controlam a bexiga como: espinha bífida, esclerose múltipla, acidente vascular cerebral ou lesão medular. Também é indicada para doenças crônica debilitante ou terminais com perda de mobilidade ou consciência que impedem usar o banheiro ou um instrumento de coleta.[3]

- Cateter Robinson ou Sonda temporária: É um cateter flexível usado para drenagem de urina a curto prazo. Não possui balão para mantê-lo no lugar. Devem ser trocados várias vezes ao dia. Podem vir revestidos como lubrificante e prontos a usar.

- Cateter Texas ou Sonda externa: é um cateter externo para homens, colocado como se fosse uma camisinha. Por ser externo tem menor risco de causar infecções do trato urinário porém o látex causa mais irritação que os cateteres de silicone.[4]

- Cateter suprapúbico: Uma cirurgia rápida é feita um pequeno buraco no abdômen alguns centímetros abaixo do umbigo. A inserção é feita em hospital sob anestesia local ou um anestésico geral leve.

Podem conter um termômetro para medir a temperatura central.

## Indicações
As razões pelas quais alguém pode não ser capaz de urinar por conta própria incluem:
- Fluxo de urina bloqueado por cálculos renais, coágulos de sangue na urina ou hipertrofia da próstata
- Cirurgia da próstata;
- Cirurgia na área genital, como um reparo de fratura de quadril ou remoção de câncer pélvico;
- Lesão dos nervos da bexiga;
- Lesão da medula espinal;
- Condição que prejudica sua função mental, como a demência vascular;
- Medicamentos que prejudicam a capacidade dos músculos da bexiga de contrair.

## Diâmetro
Os diâmetros do cateter são dimensionados pela escala francesa do cateter (Fr), sendo que cada Fr equivale 0.33 mm. Os tamanhos mais comuns para humanos são 10 Fr (3.3mm) a 24 Fr (8mm). O clínico seleciona um tamanho grande o suficiente para permitir o fluxo livre de urina e para evitar vazamento de urina ao redor do cateter. Um tamanho maior é necessário quando a urina é espessa, sanguinolenta ou contém sedimentos. Cateteres maiores, no entanto, são mais propensos a danificar a uretra, tem maior risco de serem colonizados por bactérias e são mais difíceis de colocar.

## Pontas

A - Ponta simples; B - Ponta aberta; C - Ponta de Coude ou Tiemann; D - Ponta de asa ou Malecot; E - Ponta de cogumelo ou de Pezzer; F - Ponta de Foley.
1 - Drenagem de urina; 2 - Balão inflável.

## Galeria
Ilustrações
- Cateter Foley/Permanente
- Cateter Texas/Camisinha
- Cateter suprapúbico
- Podem ser de látex, poliuretano ou silicone. Os de três saídas servem para injetar água para limpeza regular.
- Auto-cateterismo em homem
- Auto-cateterismo em mulher
- Não se deve deitar sobre o tubo. Ao deitar a bolsa coletora fica ao lado da cama.
- Ao levantar a bolsa coletora pode ser presa a perna e o tubo não deve ser obstruído.